# Лерма (река)
Лерма (исп. Río Lerma) — река в южной части Мексики. Длина реки, по разным данным, составляет 705 или 708 км. Площадь водосборного бассейна оценивается в 38,5 тыс. или 48,1 тыс. км². Среднегодовой расход воды 80 м³/с.
Начинается на высоте около 2600 м над уровнем моря, юго-восточнее города Толука. Формируется при слиянии ручьёв, стекающих с гор Невада-де-Толука и Сьерра-де-лас-Крусес. Ранее истоком было озеро Альмолойя-дель-Рио. От истока Лерма течёт на северо-запад по гористой местности. У городов Саламанка и Ирапуато меняет направление течения на юго-западное, затем отклоняется к западу. Впадает в восточную оконечность озера Чапала.
На реке построены водохранилища Антонио-Альсате, Тепустепек (585 млн. м³), Солис (985 млн. м³).
На Лерме стоят города Истлаука-де-Район, Санто-Доминго-де-Гусман, Атлакомулько, Темескальсинго, Акамбаро, Сальватьерра, Саламанка, Пастор-Ортис, Лас-Пьедад-де-Кабадас, Юрекуаро, Виста-Эрмоса-де-Негрете, Ла-Барка.
Основные притоки — Дуэро (лв.), Рио-Чико (пр.), Эль-Чилар (пр.), Ангуло (лв.), Турбио (пр.), Гуанохуато (пр.), Лаха (пр.), Сан-Хорхе (пр.), Лас-Минас (лв.).
Питание преимущественно дождевое, режим неустойчивый. Из-за отбора воды в хозяйственных целях на некоторых участках пересыхает.
Климат в бассейне реки неоднороден. В северной части бассейна — засушливый, со средним количеством осадков 128 мм в июле. В центральной — умеренный влажный, с продолжительным прохладным летом и летними дождями. В верховьях реки климат умеренный, влажный; в низовьях — более сухой и тёплый.
Среднегодовая температура в бассейне Лермы колеблется в пределах от 16 до 20 °C. Среднегодовое количество осадков — 810 мм.
В водах Лермы и её притоков обитает 43 вида рыб.